# Vikavågen
Vikavågen är en tätort i Øygardens kommun i Vestland fylke i västra Norge. Orten ligger vid fylkesväg 561 på ön Toftøyna i den norra delen av kommunen.